# 权力交换 (BDSM)
权力交换（英语：Power exchange (BDSM)），是在BDSM中，顺从方向主导方让出自己身体的权力来获取顺从方的幸福和健康。权力交换的细节需要协商，并且可以设置出一个契约，按照协议可以进行在任何时间，场景。
在心理层面，大多数性角色扮演涉及权力和统治与服从，特别是一个人心甘情愿将个人自主权交到另一个人。